# Baruun-Urt
Baruun-Urt (mongoliska: Баруун-Урт) är en provinshuvudstad i Mongoliet. . Det är huvudstaden i provinsen Süchbaatar och utgör ett eget distrikt, Baruun-Urt Sum. Distriktet omges på alla sidor av distriktet Süchbaatar (ej att förväxla med provinsen med samma namn). Staden ligger i den östra delen av landet, 500 km öster om huvudstaden Ulan Bator. Baruun-Urt ligger 991 meter över havet och antalet invånare är 15 805.
Terrängen runt Baruun-Urt är lite kuperad, och sluttar söderut.  Trakten runt Baruun-Urt är nära nog obefolkad, med mindre än två invånare per kvadratkilometer. Det finns inga andra samhällen i närheten. Trakten runt Baruun-Urt består i huvudsak av gräsmarker.